# Merck KGaA
Merck KGaA este o companie germană din sectorul farmaceutic și chimic, listată pe Frankfurt Stock Exchange.
Merck KGaA este o companie distinctă de Merck & Co., Inc., o fostă subsidiară din Statele Unite.
Merck este cel mai mare furnizor mondial de componente în alcătuirea cărora intră cristalele lichide, folosite pentru televizoare, telefoane mobile și laptopuri.
Merck este și cea mai mare companie europeană de biotehnologie, după achiziția, în schimbul sumei de 10,3 miliarde euro, a firmei elvețiene Serono, în anul 2006.
În mai 2007, Merck KGaA a vândut divizia de medicamente generice grupului american Mylan Laboratories, pentru 4,9 miliarde de euro.
La momentul respectiv, divizia de medicamente generice a Merck angaja aproape 5.000 de persoane, și vindea produse în peste 90 de țări.
Compania este prezentă și pe piața românească din anul 1997.